# Liste der Straßen in Döhlen (Freital)

Lage von Döhlen in Freital

Die Liste der Straßen in Döhlen enthält alle benannten Straßen des Stadtteils Döhlen der Großen Kreisstadt Freital im Landkreis Sächsische Schweiz-Osterzgebirge.
Wichtigste Verbindungen im Stadtteil Döhlen sind die Dresdner Straße von Potschappel in Richtung Deuben sowie deren Umfahrung im Straßenzug Carl-Thieme-Straße, Lutherstraße und Hüttenstraße. Über die Lutherstraße und Weißiger Straße wird der Stadtteil zudem mit Weißig und Burgk verbunden. Entlang dieser Straßen konzentriert sich auch die Erschließung Döhlens durch das Stadtbussystem der Regionalverkehr Sächsische Schweiz-Osterzgebirge GmbH. Die Wilsdruffer Straße als wichtige Verbindung in die nordwestlichen Freitaler Stadtteile und zur Bundesautobahn 17 durchquert den Stadtteil nur an seinen Randgebieten.
Der alte Döhlener Ortskern konzentriert sich um Johann-Georg-Palitzsch-Hof, Zauckeroder Straße, Lutherstraße und Weißiger Straße. Dazu kommen das Gebiet um den Neumarkt und die gewerblichen Erschließungsstraßen in der Ortslage Neudöhlen (Döhlener Gewerbering, Schachtstraße, Carl-Thieme-Straße, Hüttenstraße).

## Legende
Die nachfolgende Tabelle gibt eine Übersicht über die vorhandenen Straßen und Plätze im Stadtteil sowie einige dazugehörige Informationen. Im Einzelnen sind dies:
- Bild: Foto der Straße.
- Name/Lage: Aktuelle Bezeichnung der Straße oder des Platzes sowie unter ‚Lage‘ ein Koordinatenlink, über den die Straße oder der Platz auf verschiedenen Kartendiensten angezeigt werden kann. Die Geoposition gibt dabei ungefähr die Mitte der Straße an.
- Namensherkunft: Ursprung oder Bezug des Namens.
- Anmerkungen: Weitere Informationen bezüglich anliegender Institutionen, der Geschichte der Straße, historischer Bezeichnungen, Kulturdenkmalen usw.

## Straßenverzeichnis
| Bild           | Name/Lage                          | Namensherkunft | Anmerkungen |
| -------------- | ---------------------------------- | --- | --- |
| Bilder         | Albert-Schweitzer-Straße (Karte)   | Albert Schweitzer (1875–1965), deutsch-französischer Arzt und Philosoph                                                                                      | In der DDR trug die Straße den Namen „Karl-Marx-Straße“. Im Bereich der Einmündung in den Platz des Friedens ist sie von einem Park umgeben, in dem sich eine von Wieland Förster geschaffene Gedenkstätte an die Opfer des Faschismus befindet. Später wurde sie um ein Denkmal für die Opfer von Gewaltherrschaft und zur Erinnerung an die Friedliche Revolution von 1989 ergänzt. |
|                | Am Berg (Karte)                    | | |
|                | Am Glaswerk (Karte)                | Glasfabrik Döhlen | Die Straße trug in ihrer Geschichte zahlreiche Namen: 1925 ist sie als „Genossenschaftsstraße“, 1940 als „Hermann-Göring-Straße“ und 1947 als „Breitscheidstraße“ verzeichnet. |
| Bilder         | Am Langen Rain (Karte)             | Feldrain | Der lange Rain wurde in der DDR als Plattenbaugebiet angelegt. |
|                | Am Pulverturm (Karte)              | | Die Straße wurde Ende der 1990er Jahre zur Erschließung eines Eigenheimwohngebietes von einem privaten Investor angelegt und ging später in das Eigentum der Stadt Freital über. |
| weitere Bilder | August-Bebel-Straße (Karte)        | August Bebel (1840–1913), deutscher Politiker | |
| weitere Bilder | Bahnhofstraße (Karte)              | Bahnhof Freital-Deuben | Der namensgebende Deubener Bahnhof befindet sich an der Bahnhofstraße, allerdings eigentlich auf Döhlener Flur. Siehe auch: Bahnhofstraße in Deuben |
| weitere Bilder | Carl-Thieme-Straße (Karte)         | Carl-Johann Gottlob Thieme (1823–1888), deutscher Porzellanunternehmer                                                                                       | Die Carl-Thieme-Straße wurde in den 2000er Jahren als Teil der Umfahrungs- und Entlastungsstrecke für die Dresdner Straße durch Aus- und Neubau des bestehenden Straßennetzes angelegt. Siehe auch: Carl-Thieme-Straße in Potschappel |
|                | Daubenbergweg (Karte)              | | |
| weitere Bilder | Deubener Straße (Karte)            | Deuben, Stadtteil von Freital | Siehe auch: Deubener Straße in Potschappel |
| Bilder         | Döhlener Gewerbering (Karte)       | Erschließung eines Gewerbegebietes | Der Döhlener Gewerbering entstand ab 2015 auf dem Werksgelände des früheren Plastmaschinenwerks Freital zur Erschließung des „F2“ genannten Freitaler Technologieparks (Teil des Technologie- und Gründerzentrums Freital). |
|                | Döhlener Hang (Karte)              | Hanglage der Straße | Die Straße wurde zur Erweiterung des Eigenheimgebietes „Am Pulverturm“ angelegt. |
| Bilder         | Dresdner Straße (Karte)            | Dresden, Landeshauptstadt Sachsens | Die Dresdner Straße durchquert als Hauptverkehrsader Freitals auch den Stadtteil Döhlen. Zwischen den Kreuzungen mit der Luther- und Wilsdruffer Straße ist eine geschlossene Häuserzeile aus Wohn- und Geschäftshäusern denkmalgeschützt. Außerdem befinden sich im Döhlener Verlauf der Straße das Gelände der Glashütte Freital samt denkmalgeschütztem Empfangsgebäude sowie das von den Stadtplanern der 1920er Jahre als gemeinsames Stadtzentrum auserkorene Gebiet rund um den Neumarkt in Neudöhlen mit repräsentativen Bauten wie dem Stadthaus Dresdner Straße 209. Siehe auch: Dresdner Straße in Potschappel, Deuben und Hainsberg |
|                | Faust’s Gasse (Karte)              | | |
|                | Gerhart-Hauptmann-Straße (Karte)   | Gerhart Hauptmann (1862–1946), deutscher Dramatiker und Schriftsteller                                                                                       | Die Gerhart-Hauptmann-Straße zwischen Döhlen und Zauckerode wurde als Umfahrung der Zauckeroder Straße angelegt und am 28. September 2001 eröffnet, damit die Zauckeroder Straße zugunsten der Tongrube des Ziegelwerks Eder abgebaggert werden kann. Siehe auch: Gerhart-Hauptmann-Straße in Zauckerode |
| weitere Bilder | Goethestraße (Karte)               | Johann Wolfgang von Goethe (1749–1832), deutscher Dichter und Naturforscher                                                                                  | |
| Bilder         | Hüttenstraße (Karte)               | | Die Hüttenstraße wurde in den 2000er Jahren als Fortsetzung der Carl-Thieme-Straße (Freitaler Umgehungsstraße) zwischen Lutherstraße und Schachtstraße ausgebaut und an die Bahnhofstraße sowie später an die Kreuzung Poisentalstraße/Dresdner Straße in Deuben angebunden. Siehe auch: Hüttenstraße in Deuben |
| Bilder         | Johann-Georg-Palitzsch-Hof (Karte) | Johann Georg Palitzsch (1723–1788), sächsischer Naturwissenschaftler                                                                                         | An der Straße befindet sich das ehemalige königliche Kammergut zu Döhlen. |
|                | Kirschbergstraße (Karte)           | Erhebung namens Kirschberg | |
|                | Kirschbergweg (Karte)              | Erhebung namens Kirschberg | |
| Bilder         | Lutherstraße (Karte)               | Martin Luther (1483–1546), deutscher Theologe und Reformator                                                                                                 | Die Straße hieß bis in die 1940er Jahre noch „Hauptstraße“ als wichtigste Verbindung in der ehemaligen Gemeinde Döhlen. Nach 1945 erhielt sie den Namen „Willi-Schneider-Straße“. An der Kreuzung mit der Hüttenstraße befindet sich die neoromanische Lutherkirche, die der Straße heute ihren Namen gibt. Außerdem befinden sich das frühere Rathaus Döhlen und das Gebäude des ehemaligen Amts- bzw. Kreisgerichts in unmittelbarer Nähe der Kirche. |
| Bilder         | Mittelweg (Karte)                  | | |
| weitere Bilder | Neumarkt (Karte)                   | neuer Marktplatz | Rund um den Neumarkt sollte nach der Stadtgründung 1921 das gemeinsame Zentrum Freitals mit neuem Rathaus und wichtigen Standorten der Verwaltung entstehen. Einige repräsentative Bauten entstanden entlang der Dresdner Straße und der Neumarkt wurde in der vorgesehenen Ausdehnung angelegt. Das geplante Rathaus als Abschluss des Platzes zur Weißeritz hin wurde wie einige weitere Bauten im Umfeld aufgrund der schwierigen städtischen Finanzlage Ende der 1920er Jahre nicht realisiert. Während der DDR-Zeit trug der Platz den Namen Ernst Thälmanns.                                                                              |
| weitere Bilder | Nordstraße (Karte)                 | | An der Nordstraße ist der Döhlener Friedhof gelegen. |
| weitere Bilder | Platz des Friedens (Karte)         | Frieden, Abwesenheit von Störung und Beunruhigung vor allem durch Krieg                                                                                      | Neben dem eigentlichen Platz des Friedens, einer Veranstaltungsfläche links der Weißeritz gegenüber dem Stadion des Friedens, trägt auch die zwischen beiden Orten verlaufende Straße nach Burgk diesen Namen. In Richtung Burgk geht sie in die Burgker Straße über. |
|                | Potschappler Straße (Karte)        | Potschappel, Stadtteil Freitals | |
|                | Pulverturmweg (Karte)              | | |
| weitere Bilder | Reichardstraße (Karte)             | Wilhelmine Reichard (1788–1848), deutsche Ballonfahrtpionierin; Gottfried Reichard (1786–1844), deutscher Chemieunternehmer und Ehemann Wilhelmine Reichards | An der nach dem Ehepaar Reichard benannten Straße steht auch dessen denkmalgeschütztes Wohnhaus. |
|                | Reuterstraße (Karte)               | | |
| Bilder         | Schachtstraße (Karte)              | | Eine 1912 erbaute großzügige Fabrikantenvilla mit Villengarten befindet sich an der Schachtstraße oberhalb der Hüttenstraße. |
| Bilder         | Schulweg (Karte)                   | heutige Wilhelmine-Reichard-Schule zur Lernförderung | Der Schulweg ist Standort der früheren Schillerschule (unter anderem mit Mittelschule), heute beherbergt das Gebäude die Schule für Lernförderung Freital (Wilhelmine-Reichard-Schule). Außerdem ist ein Wohnhaus in ländlicher Bauart an der Einmündung zur Zauckeroder Straße erhalten geblieben und unter Denkmalschutz gestellt worden. |
|                | Talstraße (Karte)                  | Lage im Tal des Weißiger Bachs | |
| Bilder         | Weißiger Straße (Karte)            | Weißig, Stadtteil Freitals | |
|                | Wilhelm-Lindig-Straße (Karte)      | Wilhelm Lindig (1779–1852), deutscher Bergbaupionier | Die Wilhelm-Lindig-Straße entstand als weiterer Bauabschnitt des Wohngebietes „Am Pulverturm“. |
| Bilder         | Wilsdruffer Straße (Karte)         | Wilsdruff, Stadt im Landkreis Sächsische Schweiz-Osterzgebirge                                                                                               | Siehe auch: Wilsdruffer Straße in Potschappel und Zauckerode |
| Bilder         | Zauckeroder Straße (Karte)         | Zauckerode, Stadtteil Freitals | Siehe auch: Zauckeroder Straße in Zauckerode |